# 영천 이씨 (이문한)
영천 이씨(永川 李氏)는 경상북도 영천시를 본관으로 하는 한국의 성씨이다.

## 개요
시조는 고려의 평장사 문한(文漢)이며, 그의 후손 중 고려무신정권 시 대장군 이극인(李克仁)이, 1202년(신종 5) 경주의 별초군(別抄軍)이 운문(雲門)의 반란군 및 부인사(符仁寺)·동화사(桐華寺)의 승도들과 함께 영주(지금의 경북 영천시)를 침탈하였을 때 관직에 있지 않으면서 이를 물리쳤는데, 이 공로로 관직에 나아갔다. 그 뒤 장군에 올랐으며, 1217년(고종 4)에는 전군 병마사(前軍兵馬使) 김취려(金就礪)의 지휘 하에 정주(定州)에 주둔하여 거란 유종(契丹遺種)의 침입을 방어하는데 큰 공을 세웠다. 그러나 1224년에 대장군으로서 상장군 최유공(崔愈恭), 장군 김계봉(金季鳳) 등과 더불어 당시의 집권자인 최우(崔瑀)를 죽이려다 실패하고 죽임을 당하였다.
크게 4개의 파가 있으며, 장파(長派)인 서승공파(포은 정몽주의 외조부), 이극인을 중시조로 하는 대장군파, 수춘을 중시조로 하는 상장군파, 세화를 중시조로 하는 상서공파가 있다.
현재 영동정공파로 불리는 파는 한때 (박(磚, 벽돌전, 박으로 읽는다)을 시조로 하는 또다른 영천이씨라고 주장하였으나. 이는 휘 박의 상계에 대한 정보미상으로 인한 것으로, 2004년 영동정공파 총회에서 족보표기는 그대로 휘 박을 1세로 하되 중앙종회의 명칭은 쓰지 않는 것으로 의결하였다. 또한 2005년에도 한국성씨 총연합회 산하 종중분쟁 조정위원회에서 추가로 쌍방이 시조별립 여부에 대해 진지하게 논의를 한 결과도, '시조는 한 분이며 영동정공파는 영천이씨의 한 분파로 수록하기로 한다'고 '쌍방이 완전히 합의'하고 그 결과에 따라 한국 성씨 총감에는 한 파로 수록하였다.
장파인 서승공파 가첩에 시조 문한 공의 6대손으로 추봉 금오위대장군 '영'의 후손으로 장파인 광순, 광청, 봉, 극인, 수춘, 세화 6 아들이 있고, 그 중 광순의 자인 경태, 엄태 2아들 중 엄태의 자로 박(磚)과 그 아들인 정고(貞固)가 있는 것으로 기록되어 있다. 가희 놀라운 기록이 아닐 수 없다고 할 수 있다. 그러나 역사적 기록이나 이를 뒷받침할 만한 신빙성 있는 자료가 없는 것이 안타까울 뿐이다. 일정시대에 장파인 서승공파의 후손 중 희수(憙洙)공이 영동정공파의 집성촌인 경북 의성군 산원마을을 찾아 서로의 만남을 기뻐하는 문장을 남기로 참석한 모든 사람들의 서명을 한 문서가 서승공파에 전해져 내려온다.
대장군파의 후예로 고려 신호위대장군 대영(大榮)을 중시조로 하는 대장군파가 후손이 가장 번성하였다.
조선에서 문과 급제자 39명과 많은 명신·학자를 배출했으며, 역사상 대표적 인물로는 현보(賢輔)·종검(宗儉)·보흠(甫欽) 등이 있다.
현보는 연산군 때 문과에 급제, 부제학·호조참판·경상도관찰사를 역임하고 지중추부사에 올라 청백리에 녹선되었고, 종검은 세종 때 문과에 급제, 한림·직제학·대사간을 역임하고 역시 청백리에 녹선되었으며, 보흠은 세종 때 문과에 급제, 집현전박사를 지내고 단종손위 후에는 순흥부사(順興府使)로 있으면서 단종 복위를 꾀하다가 발각되어 장류(杖流), 순절하였다. 이밖에 응(膺)·순몽(順蒙)·승손(承孫) 등이 유명하다.
영동정공파는 조선시대에 후손들이 번창하였으며, 이경식 전 경제기획원 부총리가 후손이다.

## 인물
- 이응 (李膺, 1365년(공민왕 14) ~ 1414년(태종 14)) : 아버지는 밀직부사 이희충(李希忠)이다. 1385년(우왕 11) 문과에 급제하였으며, 1400년(정종 2) 이방간(李芳幹)의 난을 평정하는 데 기여한 공으로 1401년(태종 1) 익대좌명공신(翊戴佐命功臣) 4등에 책록되고 영양군(永陽君)에 봉작되었다. 그 뒤 좌부대언(左副代言)·참지의정부사를 거쳐 1410년 예조·호조 판서에 이르렀으며, 1412년 지의정부사로 있다가 1414년 병조판서가 되어 마패법(馬牌法)을 제정하였다. 그 해 6월 군사훈련에 필요한 취각법(吹角法)을 제정하기도 하였다. 일찍이 태종의 척불정책(斥佛政策)을 크게 도왔으며, 1403년에는 활자(계미자) 주조에도 공헌하였다. 시호는 정경(貞景)이다. 풍채가 준엄하고 도량이 넓었으므로 상하가 모두 아끼고 따랐다고 한다.
- 이현보(李賢輔, 1467년 ~ 1555년) : 조선 중기의 문신,학자,시인. 이흠(李歆)의 아들. 시호는 효절1498년(연산군 4)식년문과에 급제한 뒤 32세에 벼슬길에 올라 예문관검열·춘추관기사관·예문관봉교 등을 거쳐, 1504년(연산군 10) 38세 때 사간원정언이 됐다. 이때에 서연관의 비행을 탄핵했다가 안동에 유배됐으나 중종반정으로 지평에 복직된다. 밀양부사·안동부사·충주목사를 지냈고, 1523년(중종 18)에는 성주목사로 선정을 베풀어 표리(表裏)를 하사받았다. 이후 병조참지·동부승지·부제학 등을 거쳐 대구부윤·경주부윤·경상도관찰사·형조참판·호조참판을 지냈다. 1542년(중종 37) 76세 때 지중추부사에 제수됐으나 병을 핑계로 벼슬을 그만두고 안동 예안으로 낙향하였다. 품계는 종1품 숭정대부에 이르렀다. 명종실록 이현보의 졸기에서는 만년의 지조가 완전하여 으뜸으로 친다고 하였다. 효성이 지극하여 노나라 래자에 비견되었고 1519년 안동부사 재직당시 중양절에 화산양로연(花山養老宴)을 열어 부모님을 포함한 고을의 80이상 노인들을 초대해 때때옷을 입고 춤을 추어 부모님을 즐겁게 하였다. 작품으로는 어부가가 있다.
- 이문량(李文樑 , 1498년 ~ 1581년) : 조선 중기의 학자. 자는 대성(大成), 호는 벽오(碧梧) 또는 녹균(綠筠). 이현보의 차남. 관직은 평릉도 찰방에 이르렀다. 퇴계 이황과 절친하였으며, 퇴계의 제자들인 이덕홍, 황준량, 류중엄 등의 어릴 적 스승이기도 하다. 황준량은 이문량의 사위이다. 효성이 지극하고 우애가 돈독하였으며, 중국 후한의 진기 (구품관인법을 제정한 진군의 부친), 마량에 비견되었다.
- 이덕홍(李德弘 , 1541년 ~ 1596년) : 조선 중기의 학자, 문신. 자는 굉중(宏仲), 호는 간재(艮齋). 농암 이현보의 종손자이자 훈련원 습독 이현우(李賢佑, 1470~1560)의 손자. 아버지는 이충량이다. 관직은 영춘현감에 이르렀고 임진왜란 발발 후 세자 광해군을 성천까지 호종하였다. 국왕과 왕세자에게 거북선의 원형인 귀갑선의 설계를 그렸으며 바다에는 거북선 육지에서는 거북거의 사용을 주청하였다. 저서로는 간재집이 있다. 영주 오계서원에 배향되었다.
- 이보흠(李甫欽 ,1397년 ~ 1457년(세조 3): 조선 초기의 문신, 본관은 영천(永川). 자는 경부(敬夫), 호는 대전(大田). 아버지는 부사직 이현보(李玄寶)이다. 유방선의 문인으로서 1429년(세종 11)에 문과(文科)에 급제, 집현전 박사(集賢殿博士)를 거쳐 사정(司正)이 되고, 1443년 사은사(謝恩使)의 서장관(書狀官)으로 명나라에 다녀와 주부(主簿)가 되었다. 1448년 지대구군사(知大丘郡事)가 되어 대구(大丘 : 대구 大邱)에 사창법(社倉法)을 시험적으로 시행했고, 이 법이 효과를 거두자 계속적인 실시를 위해 힘을 다하였다. 『세종실록』의 편찬에도 관여하였으며, 문종 때 장령(掌令)을 지냈다. 1457년(세조 3) 순흥부사(順興府使)로서 순흥에 유배되어 있는 금성 대군(錦城大君)과 함께 단종(端宗)외 복위를 도모했으나 사전에 발각되어 박천(博川)에 장류(杖流) 후 교살(絞殺)되었다. 정조 때 이조판서에 추증(追贈).
- 이순몽(李順蒙) 1386년(우왕 12)~1449년(세종 31): 조선초의 무신, 본관은 영천(永川). 아버지는 이응(李膺)이며, 어머니는 전주최씨(全州崔氏)로 판서 최병례(崔丙禮)의 딸이다. 1405년(태종 5) 음직(蔭職)으로 벼슬에 올라 1417년 무과에 급제, 1418년 의용위절제사(義勇衛節制使)·동지총제가 되었고 1419년(세종 1) 우군절제사에 임명되었다. 그 뒤 경상좌도병마절제사·중군도총제·좌군도총제·충청도병마도절제사·삼군도진무(三軍都鎭撫)·영중추원사(領中樞院事) 등을 역임하였다. 1419년 우군절제사로 이종무(李從茂)·우박(禹博)·박초(朴礎) 등과 함께 대마도 정벌에 나섰다. 여러 장수들은 모두 패하였으나 이순몽은 김효성(金孝誠)과 함께 대전과를 거두어, 대마도주 도도웅이(都都熊耳)가 항복하고 수호를 요청하였다. 1425년 진하사(陳賀使)로 중국에 들어가 선종(宣宗)이 즉위함을 축하하였다. 1433년 중군절제사가 되어 파저강(婆猪江)의 야인인 이만주(李滿住)를 토벌하여 큰 공을 세우고 돌아오자, 세종은 노비와 의화(衣靴)를 내려주었고 총애가 극진하였다. 1434년 경상도도절제사, 1447년 영중추원사를 지냈다. 영천의 삼현사(三賢祠)와 숭렬당(崇烈堂)에 봉향되었다. 시호는 위양(威襄)이다.

## 항렬표
| 24세          | 25세            | 26세              | 27세                   | 28세                     | 29세                   | 30세                   | 31세                     | 32세                     | 33세              | 34세                       | 35세                       | 36세                     | 37세                     | 38세                       |
| ------------- | --------------- | ----------------- | ---------------------- | ------------------------ | ---------------------- | ---------------------- | ------------------------ | ------------------------ | ----------------- | -------------------------- | -------------------------- | ------------------------ | ------------------------ | -------------------------- |
| 장(章) 종(宗) | 태(泰) 口낙(洛) | 口식(植) 口영(榮) | 병(炳) 희(熹) 口환(煥) | 시(時) 口기(基) 口규(圭) | 호(鎬) 진(鎭) 口석(錫) | 口구(求) 순(淳) 원(源) | 口표(杓) 口모(模) 동(東) | 희(熙) 口열(烈) 口섭(燮) | 口곤(坤) 口배(培) | 口현(鉉) 口연(鍊) 口수(銖) | 口식(湜) 口하(河) 口호(浩) | 병(秉) 口근(根) 口빈(彬) | 口엽(燁) 口욱(煜) 연(然) | 口채(埰) 口돈(墩) 口지(址) |